# Aeshna canadensis
Aeshna canadensis är en trollsländeart som beskrevs av Walker 1908. Aeshna canadensis ingår i släktet mosaiktrollsländor och familjen mosaiktrollsländor. Inga underarter finns listade i Catalogue of Life.
Arten förekommer främst i sydöstra Kanada och nordöstra USA. En större population hittas även vid Winnipegsjön och Övre sjön. Annars lever arten glest fördelad i Nordamerikas tempererade zon söderut till norra Kalifornien och Virginia. Habitatet är ofta torvbildande träskmarker och bäverdammar. Aeshna canadensis besöker även andra områden med sjöar, pölar eller vattendrag som ofta ligger i skogar. Larvernas utveckling sker vid vattenväxter.
För beståndet är inga hot kända och i utbredningsområdet finns flera skyddszoner. IUCN kategoriserar arten globalt som livskraftig.

## Bildgalleri

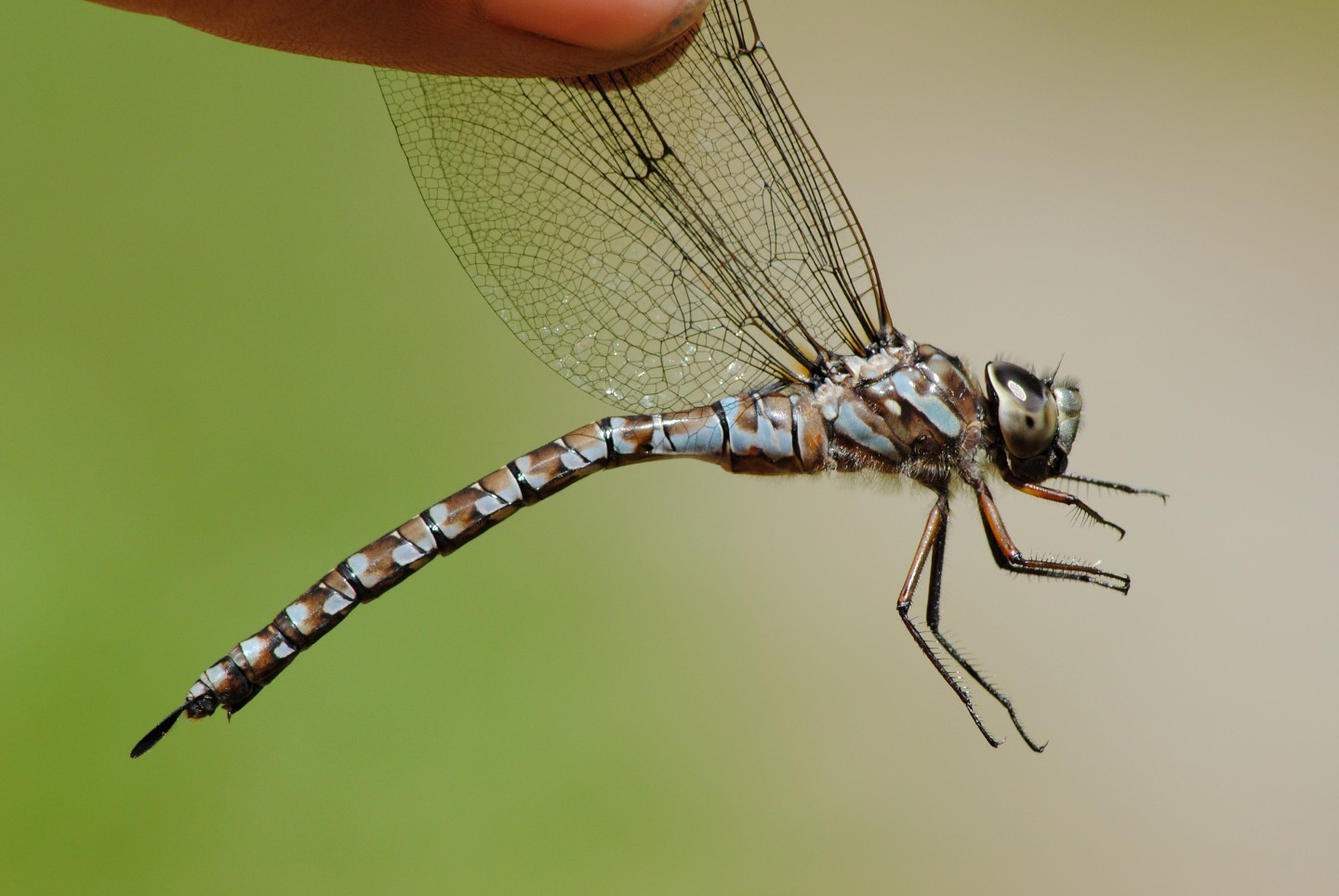
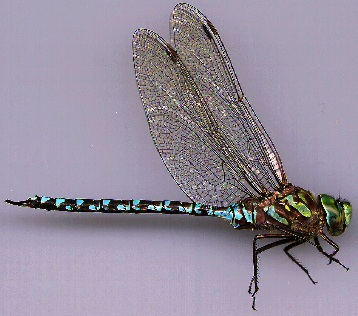